# Lista de episódios de Minha Nada Mole Vida
Esta é a lista completa de episódios do seriado brasileiro Minha nada mole vida.

## 1ª temporada: 2006
| Nº | Título                         | Data de transmissão original | Participações especiais          |
| --- | ------------------------------ | ---------------------------- | -------------------------------- |
| 1.01 | Vida de artista não é mole não | 7 de abril de 2006           | Ana Furtado                      |
| Jorge Horácio é condenado a passar os fins-de-semana com seu filho Hélio e enfrenta a indiferença do menino. |                                |                              |                                  |
| |                                |                              |                                  |
| 1.02 | Rei das festas                 | 14 de abril de 2006          | Patrícia Travassos, Blota Filho  |
| Jorge Horácio precisa levar seu filho a uma festa infantil. Apesar de sua longa experiência em eventos noturnos, o apresentador do Jorge Horácio by Night precisa aprender a como se comportar em um universo diferente. |                                |                              |                                  |
| |                                |                              |                                  |
| 1.03 | Hipnose do amor                | 21 de abril de 2006          | Regiane Alves, Paulo Vilhena     |
| Jorge Horácio começa a sair com uma de suas entrevistadas, que agora acha que vai se casar com ele. |                                |                              |                                  |
| |                                |                              |                                  |
| 1.04 | Santo remédio                  | 28 de abril de 2006          | Graziella Moretto, Marcelo Adnet |
| Jorge Horácio cobre a festa de lançamento do medicamento Xavax, que aumenta a libido das mulheres. |                                |                              |                                  |
| |                                |                              |                                  |
| 1.05 | Ninguém é de ninguém           | 5 de maio de 2006            | Samara Felippo                   |
| Jorge Horácio precisa gravar um programa, e manda Silvana, Bianca e a Produção para cuidar de Hélio. |                                |                              |                                  |
| |                                |                              |                                  |
| 1.06 | Procura-se uma namorada        | 12 de maio de 2006           | Giovanna Antonelli               |
| Jorge Horácio faz uma aposta com seu filho, e precisa arrumar uma namorada. |                                |                              |                                  |
| |                                |                              |                                  |
| 1.07 | Que vença o melhor!            | 19 de maio de 2006           | Paulo Betti                      |
| O programa Jorge Horácio by Night enfrenta o concorrente Melo Cupelo in the Night. |                                |                              |                                  |
| |                                |                              |                                  |
| 1.08 | Carnavalzeta                   | 26 de maio de 2006           | Marisa Orth, Flávia Alessandra   |
| Jorge Horácio é contratado para fazer a cobertura do camarote de um carnaval fora de época e faz de tudo para disfarçar o completo fracasso do evento.                                                                   |                                |                              |                                  |

## 2ª temporada: 2006
| Nº | Título                | Data de Transmissão original | Participações especiais         |
| --- | --------------------- | ---------------------------- | ------------------------------- |
| 2.01 | O Novo Namorado Novo  | 29 de setembro de 2006       | Dudu Azevedo                    |
| Silvana apresenta a Jorge Horácio seu namorado muito mais jovem. Para mostrar que não ficou para trás, Jorge Horácio sai em busca de um novo "amor" numa festa para adolescentes.                                                         |                       |                              |                                 |
| |                       |                              |                                 |
| 2.02 | Mudar é preciso!      | 6 de outubro de 2006         | Maria Luisa Mendonça            |
| Hélio conta ao pai que Cíntia Rosental, uma amiguinha sua do colégio, disse que Jorge Horácio tem carisma, mas que falta criatividade no programa. Seguindo uma sugestão da menina, Jorge Horácio entrevista duas pessoas ao mesmo tempo. |                       |                              |                                 |
| |                       |                              |                                 |
| 2.03 | Tem sentido isso?     | 13 de outubro de 2006        | Julia Lemmertz                  |
| Jorge Horácio estava pronto para ter uma noite tranqüila após muito tempo, e até chamou uma massagista. Porém, Silvana e Hélio apareceram dizendo que a casa deles está lotada de baratas.                                                |                       |                              |                                 |
| |                       |                              |                                 |
| 2.04 | A Chave Mestra        | 20 de outubro de 2006        | Julia Lemmertz, Paulo Gustavo   |
| Hélio corre desesperado para a recepção e pede para que Bianca lhe dê a chave-mestra. Ele ouviu barulhos vindos do quarto de Jorge Horácio e concluiu que Ivana estaria com uma crise de asma.                                            |                       |                              |                                 |
| |                       |                              |                                 |
| 2.05 | Cuidado, isso mancha! | 3 de novembro de 2006        | Cauã Reymond, Cláudia Raia      |
| Jorge Horácio e Silvana, ambos, conhecem boas companhias. |                       |                              |                                 |
| |                       |                              |                                 |
| 2.06 | Piada de português    | 10 de novembro de 2006       | Stella Miranda e Roney Facchini |
| Jorge Horácio é convidado por um português para fazer o programa em Portugal, pois o formato daria muito certo em terras lusitanas. Jorge leva Silvana e seu filho, porém o programa não deu tão certo quanto se esperava.                |                       |                              |                                 |

## 3ª temporada: 2007
| Nº | Título                            | Data de Transmissão original | Participações especiais                        |
| --- | --------------------------------- | ---------------------------- | ---------------------------------------------- |
| 3.01 | Onde Foi Parar o Ganso Biscoito?  | 13 de abril de 2007          | Marisa Orth, Susana Vieira, Patrícia Travassos |
| Jorge Horácio comete uma gafe pensando que estava fora do ar. O vídeo, colocado na Internet por Bianca, é assistido por milhões de pessoas. Para se retratar, Jorge Horácio compra um ganso chamado Biscoito para seu filho Hélio. |                                   |                              |                                                |
| 3.02 | Bel dos Sete Véus                 | 20 de abril de 2007          | Alinne Moraes                                  |
| Jorge Horácio encontra com a modelo Bel Schetini e acaba inventando que ela é uma dançarina. A modelo fica desesperada e pede ajuda a Silvana, que se faz de "especialista" em dança árabe, com um resultado claramente catastrófico. |                                   |                              |                                                |
| 3.03 | Silvana? Jogadora?                | 27 de abril de 2007          | Francisca Queiroz                              |
| A pedido da direção da sua emissora, Jorge Horácio precisa tirar emoção de seus convidados sem importar quem ele seja. Jorge exagera nas entrevistas emocionalmente, tanto que no dia seguinte vários problemas aparecem e Silvana tenta resolvê-los. |                                   |                              |                                                |
| 3.04 | Noite de queijos e vinhos         | 4 de maio de 2007            | Debora Bloch                                   |
| Jorge Horácio é obrigado a visitar festas populares para fugir do rótulo "elitista" que persegue seu programa. Em um evento no subúrbio, a anfitriã não compreende o vocabulário do entrevistador e pensa que um detalhe constrangedor de sua intimidade foi revelado no ar. |                                   |                              |                                                |
| 3.05 | Jorge Horácio e as gêmeas         | 11 de maio de 2007           | Fabiana Guglielmetti                           |
| Jorge Horácio dá tudo de si para fazer um vídeo amador de uma celebridade, Mônica Trolheiras, e conta com a ajuda de Hélio e de Silvana. Resolve entrevistar Mariana Trolheiras (irmã gêmea) e descobre algo que ninguém sabia. |                                   |                              |                                                |
| 3.06 | Virando mulher para não ir preso! | 18 de maio de 2007           |                                                |
| Hélio avisa Jorge Horácio que seu programa bombou na audiência. O apresentador promove um strip-tease em seu show. Tudo descamba em confusão quando Silvana revela ao público que Ellen costumava apanhar do marido. Jorge Horácio tem que se fantasiar de mulher para escapar da polícia. |                                   |                              |                                                |
| 3.07 | Segredos chocantes!               | 25 de maio de 2007           |                                                |
| Produção e Pascal marcam uma entrevista com a Garota Camiseta Molhada mas ela leva um choque e cai dura. De volta ao apart-hotel de JH, Pascal dá a ideia de contratar um dama da noite para que ele e JH possam se divertir em uma festa particular,ao som de Rita Pavone (Datemi un martello). No dia seguinte ambos descobrem que a tal dama da noite era, além da sua profissão principal, uma escritora que relatava sobre os seus clientes. Tomado pelo desespero Jorge Horácio pede ajuda a Hélio para impedir que sua entrevistada, Nina Italianinha, lance um livro contando os segredos do mundo das celebridades. A notícia vai parar na internet, para o deleite de Silvana e Bianca. |                                   |                              |                                                |
| 3.08 | Imprevistos acontecem             | 1 de junho de 2007           | Julia Lemmertz                                 |
| Jorge Horácio, Produção e Pascal precisam encontrar um entrevistado que conte, ao mesmo tempo, uma história escandalosa e triste para o Jorge Horácio by Night. O apresentador, então, se lembra de Wanda Maxuell, sua ex-namorada. No entanto, muitos fatos inesperados atrapalham a entrevista. |                                   |                              |                                                |
| 3.09 | Nada de Baixaria!                 | 8 de junho de 2007           | Danielle Winits                                |
| Jorge Horácio tenta evitar baixarias em seu programa, por causa da briga que seu filho teve na escola. Ao tentar explorar um novo formato, a audiência cai e o programa é tirado do ar. Hélio, então, foge de casa, e seu pai e seus amigos começam a procurá-lo. |                                   |                              |                                                |